# San Diego Flash
El San Diego Flash fue un equipo de fútbol de Estados Unidos que jugó en la A-League, la desaparecida segunda división de fútbol del país.

## Historia
Fue fundado en el año 1998 en la ciudad de San Diego, California luego de que adquirieran la franquicia del Colorado Foxes como equipo de la A-League, donde en sus primeras dos temporadas lograron ganar el título divisional y en ambas ocasiones fueron eliminados en la final de conferencia. En 2001 el club cambia de propietario y pasa a llamarse San Diego FC y bajo los nuevos dueños el club logra clasificar a los playoff en dos ocasiones aunque no con los mismos resultados, además de alcanzar la tercera ronda de la US Open Cup en dos ocasiones; pero el equipo desaparece al finalizar la temporada de 2001 por problemas gerenciales y financieros.

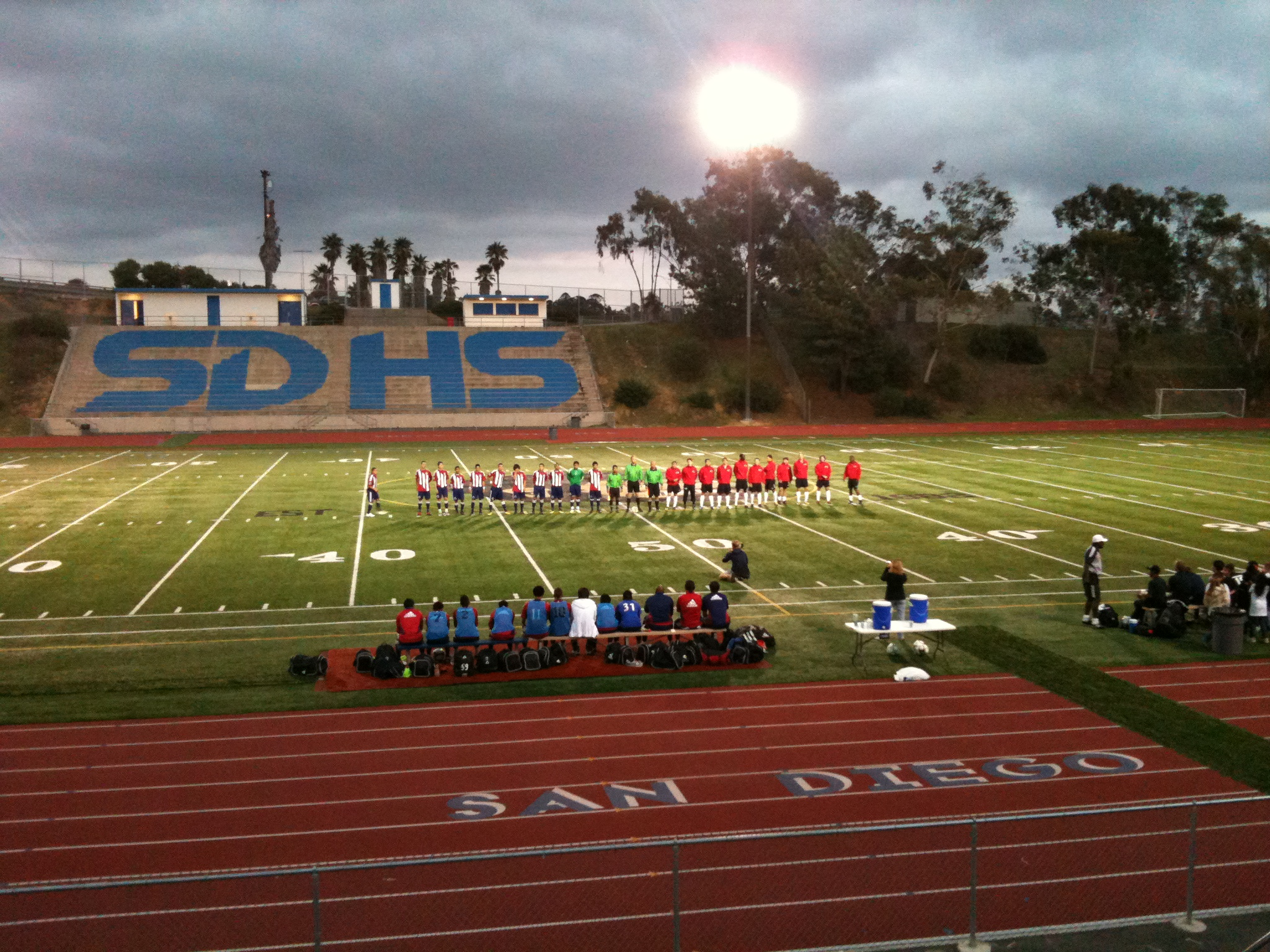
Partido de pretemporada en 2010 en el Balboa stadium contra Chivas USA

El club es refundado en 2010 con su nombre original por un grupo nuevo de propietarios liderados por Clenton Alexander, el inglés Warren Barton y el internacional con Estados Unidos Eric Wynalda; teniendo participación oficial en la NPSL de 2011 en la que lograron ganar el título de división, pero fueron eliminados en la primera ronda del playoff por el Sacramento Gold 1-2.

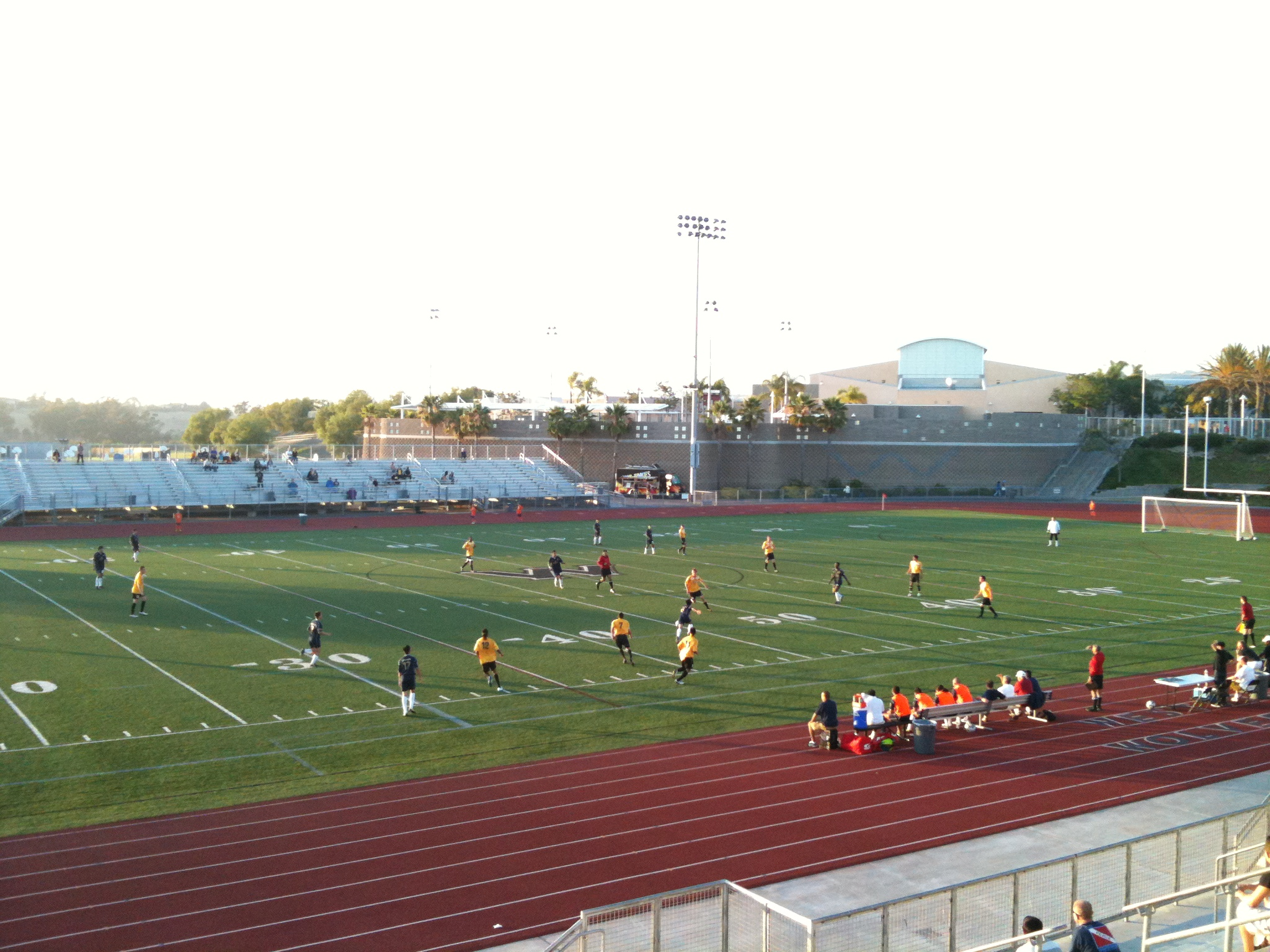
Playoff de 2011 ante Sacramento Gold en el Westview High School Stadium

En 2012 regresaron a competir en la US Open Cup donde fueron eliminados en la primera ronda por el San Diego Boca FC, pero en la temporada volvieron a ganar su división con una racha de 13 partidos sin derrota sin perder de local en donde quedaron eliminados en la semifinal de división, con la consecuencia de que varios de sus jugadores pasaron al San Jose Earthquakes de la MLS y con la posibilidad de pasar a jugar en la NASL, la segunda división nacional.
Tras tres temporadas en la que clasificaron a los playoffs de manera consecutiva, incluyendo un título de división en 2015, el club desaparece al finalizar la temporada.

## Rivalidades
Su principal rival fue el San Diego Boca FC con quien jugaba el San Diego Derby, la cual inició cuando el club fue refundado en 2011 en la NASL y jugaban anualmente. La rivalidad surgió debido a que parte de los propietarios del San Diego Boca FC formaron parte del club cuando pertenecía a la desaparecida A-League.
El rivalidad terminó cuando el San Diego Boca FC fue vendido en 2013.

## Palmarés
- NPSL West Division-Southern (3): 2011, 2012, 2015
- USL A-League Pacific Division (1): 1999
- USISL A-League Pacific Division (1): 1998

## Temporadas
| Año                     | División | Liga           | Temporada Regular | Playoffs               | US Open Cup  |
| ----------------------- | -------- | -------------- | ----------------- | ---------------------- | ------------ |
| 1998                    | 2        | USISL A-League | 1º, Pacific       | Final de Conferencia   | No clasificó |
| 1999                    | 2        | USL A-League   | 1º, Pacific       | Final de Conferencia   | 3ª Ronda     |
| 2000                    | 2        | USL A-League   | 2º, Pacific       | 1/4 de Conferencia     | 3ª Ronda     |
| 2001                    | 2        | USL A-League   | 2º, Western       | Cuartos de final       | 2ª Ronda     |
| Difunto entre 2002–2010 |          |                |                   |                        |              |
| 2011                    | 4        | NPSL           | 1º, West-Southern | Semifinal Divisional   | No clasificó |
| 2012                    | 4        | NPSL           | 1º, West-Southern | Semifinal Divisional   | No clasificó |
| 2013                    | 4        | NPSL           | 2º, West-Southern | Final de Conferencia   | No clasificó |
| 2014                    | 4        | NPSL           | 3º, West-Southern | Playoff de Conferencia | No clasificó |
| 2015                    | 4        | NPSL           | 1º, West-Southern | Semifinal Divisional   | No clasificó |

## Estadios

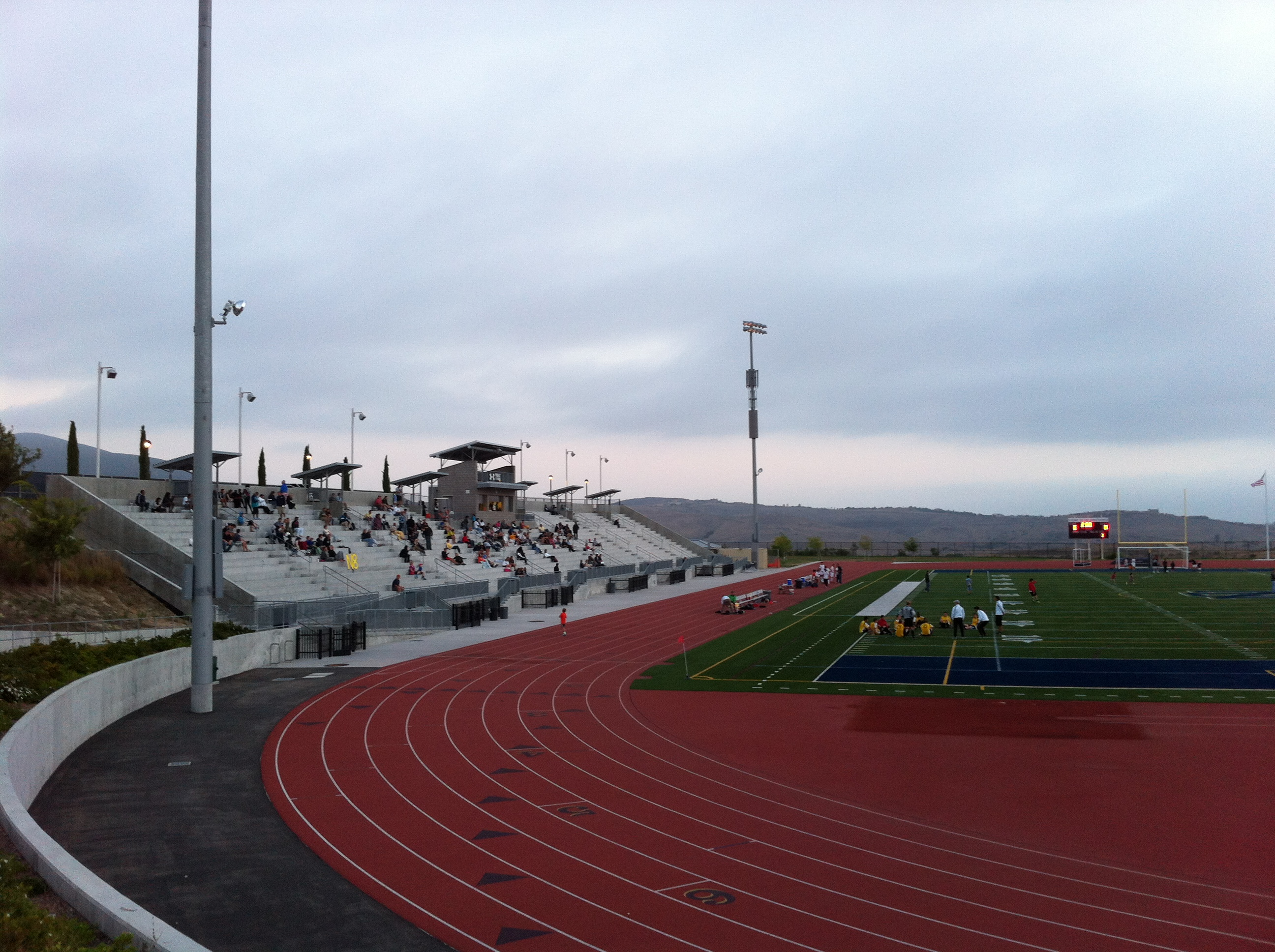
El Del Norte High School Stadium, sede del San Diego Flash de 2012–2013

- Southwestern College Ground; Chula Vista, California (1998–2000)
- San Diego Mesa College Ground; San Diego, California (2001)
- Balboa Stadium; San Diego, California (2010)
- Westview High School Park; San Diego, California (2011)
- Del Norte High School Field; San Diego, California (2012–2013)
- Mira Mesa High School Field; San Diego, California (2014–2015)

## Entrenadores
- Colin Clarke (2000)
- Costa Skouras
- Papo Santos
- Ralf Wilhelms
- Warren Barton (2010–2012)
- Jerome Watson (2013-2015)

## Jugadores

### Jugadores destacados
- Joe Cannon
- Jimmy Conrad
- Ryan Guy
- Mugurel Dumitru
- Thiago Martins
- Jorge Medina
- Geoff Huber